# مركز صحة المجتمع
مركز الرعاية الصحية أو المركز الصحي أو مركز صحة المجتمع إحدى شبكات العيادات التي يعمل بها مجموعة من الأطباء العامين والممرضات الذين يقدمون خدمات الرعاية الصحية للأشخاص في منطقة معينة. الخدمات النموذجية المشمولة هي طب الأسرة والرعاية السنية، ولكن بعض العيادات توسعت كثيرًا وأصبح من الممكن أن تشمل الطب الباطني، وطب الأطفال، والرعاية الصحية النسائية، وتنظيم الأسرة، والصيدلة، والبصريات، والفحوصات المخبرية، وغيرها. في البلدان التي تملك نظام رعاية صحية شاملة، يستخدم معظم الناس مراكز الرعاية الصحية، أما في البلدان التي لا تحتوي على رعاية صحية شاملة، فيشمل عملاء هذه المراكز الأشخاص الذين لا يملكون تأمينًا صحيًا، أو الذين يملكون تأمينًا صحيًا غير كامل، أو الأشخاص ذوي الدخل المنخفض أو أولئك الذين يعيشون في مناطق لا يتوفر فيها سوى القليل من الرعاية الصحية الأولية. يُطلق على المراكز الصحية الأكبر بشكل شائع العيادات الخارجية (لا تخلط مع العيادات الشاملة).

## مراكز صحة المجتمع حسب البلد

### كندا
توجد مراكز صحة المجتمع في مقاطعة أونتاريو منذ أكثر من 40 عامًا. كان أول مركز لصحة المجتمع في كندا هو عيادة مونت كارمل التي افتتحت في عام 1926. تحوي مراكز صحة المجتمع فريق متعدد الاختصاصات من مقدمي الرعاية الصحية، والذين يستخدمون السجلات الصحية الإلكترونية.
في كيبيك، تقدم مراكز خدمات المجتمع المحلي المعروفة باسمها المختصر الفرنسي CLSC، خدمات صحية واجتماعية روتينية، بما في ذلك استشارات الأطباء العامين مع أو بدون موعد.

### الصين
امتلكت في الصين حتى عام 2011 حوالي 32,812 مركزًا للصحة المجتمعية و37,374 مركزًا صحيًا للبلدات.

### البرتغال
كان المركز الصحي هو وحدة الرعاية الصحية الأولية المجتمعية الأساسية في الخدمة الصحية الوطنية في البرتغال، وكان يلعب دور السلطة في الصحة العامة المحلية. عادة، يغطي كل مركز صحي منطقة إحدى البلديات البرتغالية، ولكن قد تُغطّى البلديات التي يسكن فيها أكثر من 15000 نسمة بأكثر من مركز واحد من هذه المراكز. تحوي المراكز الصحية على طواقم مؤلفة من الأطباء العامين وأطباء الصحة العامة والممرضات والأخصائيين الاجتماعيين والموظفين الإداريين.
في عام 2008، جُمّع أكثر من 300 مركز صحي في حوالي 70 مجموعة مركز صحي. تتضمن كل مجموعة العديد من وحدات الرعاية الصحية العائلية والشخصية، والتي أصبحت الآن جزءًا أساسيًا في تقديم الرعاية الصحية الأولية التابعة للخدمة الصحية الوطنية البرتغالية. تشمل هذه المراكز بالإضافة إلى خدمات رعاية صحة الأسرة، كل من خدمات الصحة العامة وصحة المجتمع والوحدات المتخصصة الأخرى، وخدمات الطوارئ الطبية الأساسية.
جُمعت بعض مراكز صحة المجتمع مع وحدات المستشفى في وحدات الصحة المحلية التجريبية. تهدف هذه الوحدات إلى زيادة التنسيق بين الرعاية الصحية الأولية والثانوية، من خلال الخدمات التي تقدمها نفس الوحدة الصحية لنوعي الرعاية الصحية.

### المملكة المتحدة
أعدّ اللورد داوسون بتكليف من اللورد إديسون تقريرًا حول «المخططات المطلوبة لتوفير منهجي لأشكال الخدمات الطبية والخدمات المرتبطة بها، والتي يجب أن تكون متاحة لسكان منطقة معينة». صدر التقرير المؤقت حول التقديم المستقبلي للخدمات الطبية والخدمات المرتبطة بها في عام 1920، ولم يظهر لاحقًا أي تقرير آخر. وضع التقرير خططًا تفصيلية لشبكة من المراكز الصحية الأولية والثانوية، إضافة إلى رسومات معمارية تفصيلية لأنواع مختلفة من المراكز. بحلول عام 1939، استُخدم مصطلح المركز الصحي على نطاق واسع للإشارة إلى المباني الجديدة التي تحتوي على خدمات هيئة الصحة المحلية. كان تقرير داوسون مؤثرًا جدًا في المناقشات حول هيئة الخدمات الصحية الوطنية عندما أنشئت في عام 1948، ولكن لم يُبن إلا عدد قليل من المراكز لأنه «لم يكن ممكنًا للسلطات المحلية إنشاء مراكز صحية دون الامتثال الكامل من قبل الأطباء العامين» – والذي لن يحدث قريبًا. أعطي المزيد من الاهتمام والموارد لخدمات المستشفيات مقارنة مع ما أعطي لخدمات الرعاية الأولية. منذ عام 1948 حتى عام 1974 كانت السلطات المحلية هي المسؤولة عن بناء المراكز الصحية.